# Scharnhorst-Klasse (1939)
Die Scharnhorst-Klasse war die erste Klasse von Schlachtschiffen, die nach dem Ersten Weltkrieg in den 1930er Jahren für die Kriegsmarine gebaut wurde. Sie bestand aus zwei Schiffen – der Scharnhorst (Indienststellung Januar 1939) und der Gneisenau (Indienststellung Mai 1938). Beide Schiffe verstießen gegen Artikel 181 des Versailler Vertrages. Die Schiffe kamen im Zweiten Weltkrieg bei verschiedenen Operationen zum Einsatz. Die Scharnhorst sank nach dem Seegefecht vor dem Nordkap am 26. Dezember 1943 und die Gneisenau wurde am 23. März 1945 im Hafen von Gdynia als Blockschiff versenkt.

## Vorgeschichte
Nachdem die Planungen für die Panzerschiffe der Deutschland-Klasse abgeschlossen und deren Bau begonnen worden war, reagierten die Franzosen auf dieses neue deutsche Baumuster mit dem Bau der zwei Schiffe der Dunkerque-Klasse.
Eigentlich war geplant, dass auch die im deutschen Haushalt als Schiffe „D“ und „E“ bezeichneten Einheiten der Deutschland-Klasse konstruktiv folgen sollten. Um den Schiffen eine höhere Standfestigkeit zu geben, wurde aber bereits eine Verdrängung der Schiffe von 18.000 bis 19.000 Tonnen projektiert, was schon etwa einer Verdopplung der im Versailler Vertrag zugestandenen Größe entsprach.
Als Antwort auf den Bau der Dunkerque-Klasse wurden dann noch größere Schiffe geplant. Im Juli 1934 (nach der Kiellegung der Scharnhorst nach den alten Plänen) stimmte Adolf Hitler offiziell Plänen für Schiffe mit 26.000 Tonnen zu, die nun unter anderem einen dritten Geschützturm vorsahen. Der Bau der Scharnhorst wurde eingestellt und es erfolgte eine erneute Kiellegung nach dem neuen Projekt. Erst nachträglich – am 18. Juni 1935 – wurde diese Größe im deutsch-britischen Flottenabkommen legitimiert.

## Entwurf
Wie in der Kaiserlichen Marine lag die Stärke des Entwurfes in der Panzerung und der strukturellen Stabilität; er lehnte sich in wesentlichen Punkten an die letzten durchkonstruierten Großen Kreuzer der Ersatz-Yorck-Klasse der Kaiserlichen Marine an. Tatsächlich wurde die offizielle Größe dabei nochmals erheblich überschritten, so dass die Schiffe schließlich fast 35.000 Tonnen verdrängten.
Ungewöhnlich war die stark erhöhte Aufstellung des Katapultes auf einem Aufbau hinter dem Schornstein. Der Bug der Schiffe erwies sich als zu niedrig und nahm viel Wasser über; deshalb wurde nach der Indienststellung in zwei Umbauten ein erhöhter Bug mit Gischtreling nachgerüstet.

## Technik

### Schiffsmaße
Die Schiffe der Scharnhorst-Klasse hatten eine Gesamtlänge von 234,90 m und eine Kielwasserlinie von 226 m. Die Schiffe hatten eine Breite von 30 m und einen maximalen Tiefgang von 9,91 m. Die Verdrängung lag zwischen 32.600 t. und 38.100 t.

### Gewichte (Konstruktion)
| Bezeichnung                   | Gewicht [t] |
| ----------------------------- | ----------- |
| Schiffskörper                 | 8.000       |
| Panzerung                     | 14.000      |
| Hauptmaschinen                | 3.000       |
| Hilfsmaschinen                | 1.000       |
| Artilleriebewaffnung          | 4.800       |
| Flugzeugeinrichtungen         | 50          |
| Ausrüstung                    | 1.100       |
| Typverdrängung                | 31.950      |
| 1/2 Brennstoff, Öl, Wasser    | 3.500       |
| Konstruktionsverdrängung      | 35.500      |
| Brennstoff, Öl, Wasser (voll) | 3.000       |
| Schiff voll ausgerüstet       | 38.500      |

### Antrieb
Ursprünglich war geplant, Scharnhorst und Gneisenau wie die Panzerschiffe der Deutschland-Klasse mit einem Dieselmotoren auszurüsten, da er die Vorteile des geringeren Verbrauchs und damit der größeren Reichweite und einer höheren Leistung bei gleicher Baugröße hatte. Allerdings waren leistungsfähige Dieselmotoren, die den Schiffen die geforderte Geschwindigkeit von über 30 Knoten geben konnten, noch nicht ausgereift und bei MAN erst in der Erprobungsphase. Deshalb wurde (wie später auch bei der Bismarck-Klasse) ein Hochdruck-Dampfturbinenantrieb eingebaut.
Obwohl sich die Nassdampfanlage bei anderen Kriegsschiffen bewährt hatte und Stand der Technik war, kam mit der Hochdruck-Heißdampfanlage eine neue Variante zur Anwendung. Bei der Hochdruck-Heißdampftechnik ist der Dampf mit über 400 °C heißer und durch die verwendeten Drücke von mehr als 50 atü (5 MPa) höher vorgespannt als bei der Nassdampftechnik und hat damit einen höheren nutzbaren Energiegehalt. Die Maschinenanlage hatte einen höheren Wirkungsgrad als herkömmliche Dampfturbinen, wodurch bei relativ kompakterer Bauweise und geringerem Treibstoffverbrauch eine höhere Leistung erzielt wurde.
Diese Technik war in diesen Dimensionen noch nicht ausgereift. Sie war zwar bereits in zivilen Schiffen eingesetzt worden und die meisten Probleme waren bekannt; im Maßstab der Maschinenanlage an Bord der Kriegsschiffe konnten diese Probleme aber nie endgültig behoben werden. Erst im Laufe des Krieges gelang es, das System einigermaßen in den Griff zu bekommen. Die Antriebsanlage blieb relativ wartungsintensiv und störanfällig und benötigte viel hochqualifiziertes Personal.
Die Schiffe waren mit drei Dampfturbinen des Herstellers Brown, Boveri, & Co. ausgestattet, Diese trieben jeweils drei Propeller mit einem Durchmesser von 4,8 m mit einer Drehzahl von 265/min an. Die Turbinen entwickelten insgesamt eine Leistung von 157.811 PS (117.680 kW), mit der sie eine Höchstgeschwindigkeit von 31 Knoten (57 km/h) ermöglichten. Der Dampf wurde von zwölf Wagner Wasserrohrkesseln mit einem Arbeitsdruck von 60 kp·cm−2 (5,9 MPa) und einer Verbrennungstemperatur von 450 °C geliefert. Die Schiffe konnten maximal 5.080 t Heizöl mitführen was ihnen bei einer Geschwindigkeit von 19 Knoten (35 km/h) eine Reichweite von 7.100 Seemeilen (13.100 km) (Scharnhorst) und 6.200 (11.500 km) (Gneisenau) ermöglichte.

### Bewaffnung

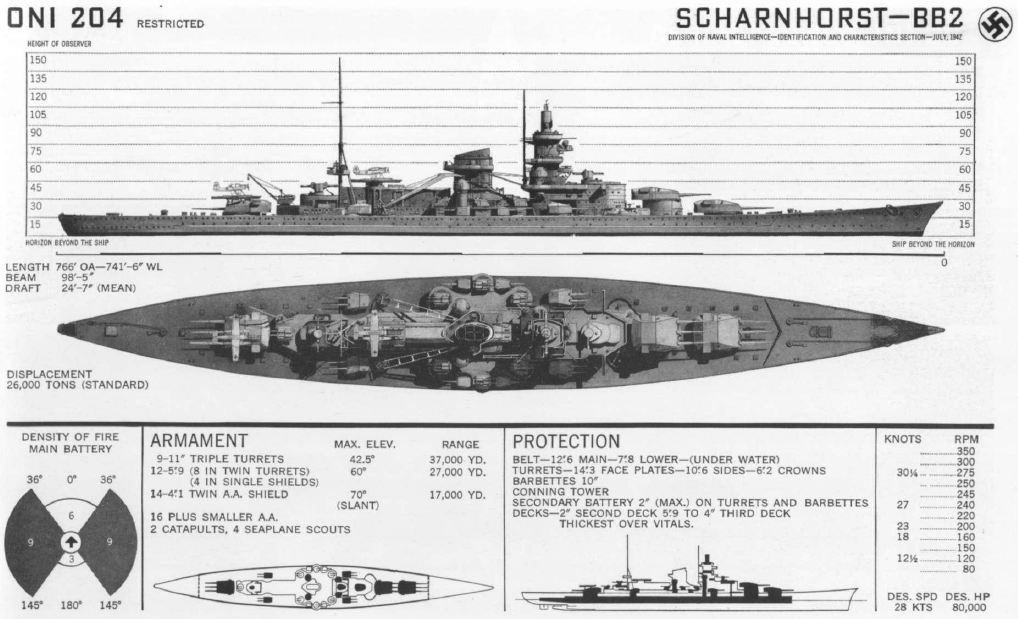
Die Scharnhorst in einem Erkennungshandbuch der United States Navy

Das Kaliber der Hauptbewaffnung wurde bei 28,0 Zentimetern wie bei der Deutschland-Klasse belassen, um weitere Verhandlungen mit England nicht zu belasten; die Kaliberlänge wurde von 52 auf 54,5 gesteigert. Die Granaten wurden um 0,2 Kaliberlängen verlängert; sie wogen rund 30 kg mehr als ihre Vorgänger. Die Barbetten der beiden Schiffe waren so konzipiert, dass sie sowohl einen 28-Zentimeter-Drillingsturm als auch einen 38-Zentimeter-Doppelturm aufnehmen konnten, so dass eine spätere Umrüstung möglich gewesen wäre.
Die für die Deutschland-Klasse entwickelten Geschütze hatten durch die gesteigerte Kaliberlänge eine hohe Mündungsgeschwindigkeit und eine außergewöhnliche Reichweite. So gilt ein Treffer der Scharnhorst gegen den englischen Flugzeugträger Glorious während des Unternehmens Juno auf eine Entfernung von 24 Kilometern als die größte Treffer-Reichweite auf ein bewegliches Schiffsziel in einer Seeschlacht des Zweiten Weltkrieges. Daneben ermöglichte die Technik der deutschen Drillingstürme eine höhere Schussfolge als bei Schiffen anderer Staaten. Dies machte den Nachteil des geringeren Kalibers zum Teil wett.
Eine Umrüstung der schweren Artillerie der Scharnhorst-Klasse auf drei 38-Zentimeter-Doppeltürme war für die Jahre 1940/41 vorgesehen. Dabei hätten die 28-Zentimeter-Drillingstürme der beiden Schiffe an die ersten drei Einheiten der P-Klasse gehen sollen. Aufgrund der politischen Lage war im Sommer 1939 schon vorauszusehen, dass eine derartige Umrüstung verschoben werden musste.
Die Hauptbewaffnung der Schiffe der Scharnhorst-Klasse bestand aus neun 28-cm-Schnellfeuerkanonen in drei Dreifachgeschütztürmen zwei vor und einer hinter den Aufbauten mit den Bezeichnungen (von vorn nach achtern): Anton, Bruno und Cäsar. Die Geschütze waren auf Drh-LC/34-Lafetten mit einem Seitenrichtbereich von −150° bis +150° montiert. Die Kanonen selbst wogen 53 t und hatten bei einer maximalen Elevation von 40° und einer Mündungsgeschwindigkeit von 890 m/s eine Reichweite von 40.930 m. Die Feuerrate lag bei ca. 3/min. Die Geschütze waren mit drei verschiedenen Geschosstypen ausgestattet, einer panzerbrechenden Granate Kaliber 4,4 mit einem Gewicht von 330 kg und zwei hochexplosiven Granaten mit einem Gewicht von jeweils 315 kg – eine Kaliber-4,4-Version mit einem Basiszünder und eine Kaliber-4,5-Version mit Aufschlagzünder. Alle drei Geschosstypen verwendeten RPC/38-Treibladungen.
Die Sekundärbewaffnung bestand aus zwölf 15-cm-Schnellfeuerkanonen. Acht davon in vier Zwillingstürmen zwei vor und zwei hinter den Aufbauten sowie vier in Einzeltürmen mittschiffs zwei auf jeder Breitseite. Die acht Geschütze vor und hinter den Aufbauten waren in vier Drh-L.-C/34-Lafetten und die seitlichen Kanonen in vier MPL/35-Lafetten mit einem Seitenrichtbereich von 360° montiert. Die Kanonen selbst wogen zwischen 9.026 und 9.080 t und hatten bei einer maximalen Elevation von 40° (Zwillingstürme) bzw. 35° und einer Mündungsgeschwindigkeit von 875 m/s eine Reichweite von ca. 23.000 m. Die Kadenz lag zwischen 6 und 8/min. Die Geschütze waren mit drei verschiedenen Geschosstypen ausgestattet, einer panzerbrechenden Granate Kaliber 3,8 mit einem Gewicht von 45,5 kg und drei hochexplosiven Granaten mit einem Gewicht von jeweils 45 kg sowie einer Kaliber-4,4-Version mit einem Basiszünder und eine Kaliber-4,6-Version mit Aufschlagzünder. Alle drei Geschosstypen verwendeten RPC/32- oder RPC/38-Treibladungen.
Die Flugabwehr bestand aus vierzehn 10,5-cm-, und sechzehn 3,7-cm-Kanonen. Die 10,5-cm-Kanonen waren in sechs L.-C/31-Zwillingslafetten mittschiffs montiert. Sie hatten bei einer Elevation von 80° und einer Mündungsgeschwindigkeit von 900 m/s eine effektive Reichweite von 12.500 m. Die Feuerrate lag zwischen 15 und 18/min. Die 3,7-cm-Geschütze waren in acht manuell bedienbaren LC/30-Doppellafetten untergebracht. Bei 85° Elevation und einer Mündungsgeschwindigkeit von 1000 m/s hatten sie eine effektive Reichweite von 6.800 m. Die Kadenz lag bei 30/min.

### Panzerung

Schema der Panzerungsanordnung und des Unterwasserschutzes auf Höhe der Kesselräume.

Die Schiffe hatten einen Panzergürtel aus Krupp-Zementstahl. Er erstreckte sich von der vordersten Barbette bis zur Barbette achtern, wo er mit 70–150 mm dicken Querschotten die gepanzerte Zitadelle bildete. Er war im Zitadellbereich 320 mm dick und im unteren Viertel auf ca. 260 mm getäpert. Im Vorschiff betrug die Dicke 70 mm und im Heck eine Dicke von 90 mm. Die Barbetten der 28 cm Kanonen waren durchgängig 350 mm dick. Die Geschütztürme der 28 cm Kanonen war zwischen 200 und 360 mm dick und hatten 150 mm dicke Dächer. Die Front der 15-cm-Türme war 140 mm dick, mit 60 mm dicken Seiten und 50 mm dicken Dächern. Die 10,5-cm-Kanonen waren mit 20 mm starken Schilden ausgestattet.
Der vordere Kommandoturm war rundherum mit 350 mm gepanzert und hatte ein 200 mm dickes Dach. Der hintere Kommandoturm war rundherum 100 mm dick und hatte ein 50 mm dickes Dach. Zum Schutz vor Unterwasserangriffen hatten die Schiffe ein 12 bis 66 mm dickes Torpedo-Schott, das sich direkt unter dem Hauptpanzergürtel befand. Die Schiffe hatten zwei gepanzerte Decks mit einer Stärke von 50 mm bis 95 mm und 45 mm dicken Kanten.

## Schiffe der Scharnhorst-Klasse

### Scharnhorst
Die Scharnhorst lief im Oktober 1936 in Wilhelmshaven vom Stapel. Zwischen dem 21. und 27. November 1939 führte sie mit ihrem Schwesterschiff eine Unternehmung im Nordatlantik durch. Nach einem gescheiterten Durchbruchversuch in den Atlantik 1940 gelang es im Januar 1941, in den Atlantik und anschließend in den seit Juni 1940 besetzten Hafen Brest zu gelangen. Nach schweren Luftangriffen auf den Hafen wurde der Rückmarsch nach Deutschland durch den Ärmelkanal befohlen. Dies gelang beiden Schlachtschiffen unversehrt (Unternehmen Cerberus). Die Scharnhorst wurde anschließend in Norwegen stationiert, um von dort gegen alliierte Nordmeergeleitzüge wirken zu können. Beim Versuch, einen solchen Geleitzug anzugreifen, wurde sie am 26. Dezember 1943 von einem britischen Geschwader gestellt und nach dreistündigem Gefecht in der Barentssee versenkt.

### Gneisenau
Die Gneisenau lief im Dezember 1936 in Kiel vom Stapel. Ende November 1939 versenkte sie gemeinsam mit ihrem Schwesterschiff den britischen Hilfskreuzer Rawalpindi. Bei einem Versuch, in den Atlantik zu gelangen, wurde das Schiff durch schwere See beschädigt. Beim nächsten – nun erfolgreichen – Versuch im Jahr 1941 versenkte die Gneisenau mehrere Handelsschiffe und gelangte später in den französischen Atlantikhafen Brest. Bei der Rückkehr nach Deutschland im Februar 1942 während des Unternehmens Cerberus beschädigte eine Seemine die Gneisenau. Ende Februar 1942 wurde das Schiff bei einem Luftangriff auf Kiel schwer beschädigt und danach ausgeschlachtet. Im März 1945 wurde es beim Herannahen sowjetischer Bodentruppen in der Hafeneinfahrt von Gotenhafen als Blockschiff auf Grund gesetzt.